# St. Bartholomäus (Hilders)

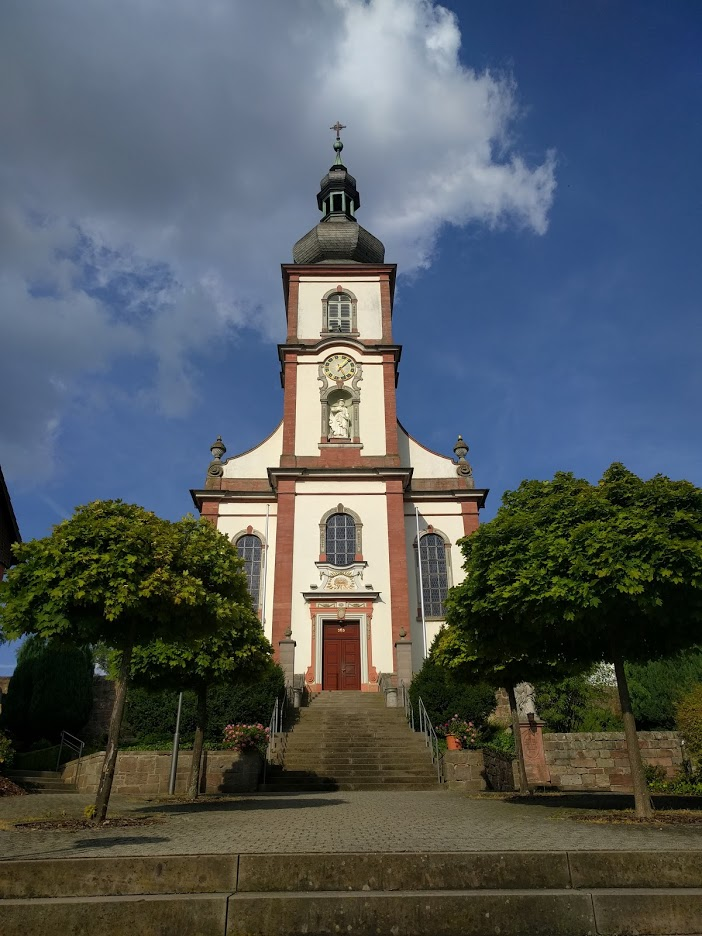
St. Bartholomäus in Hilders

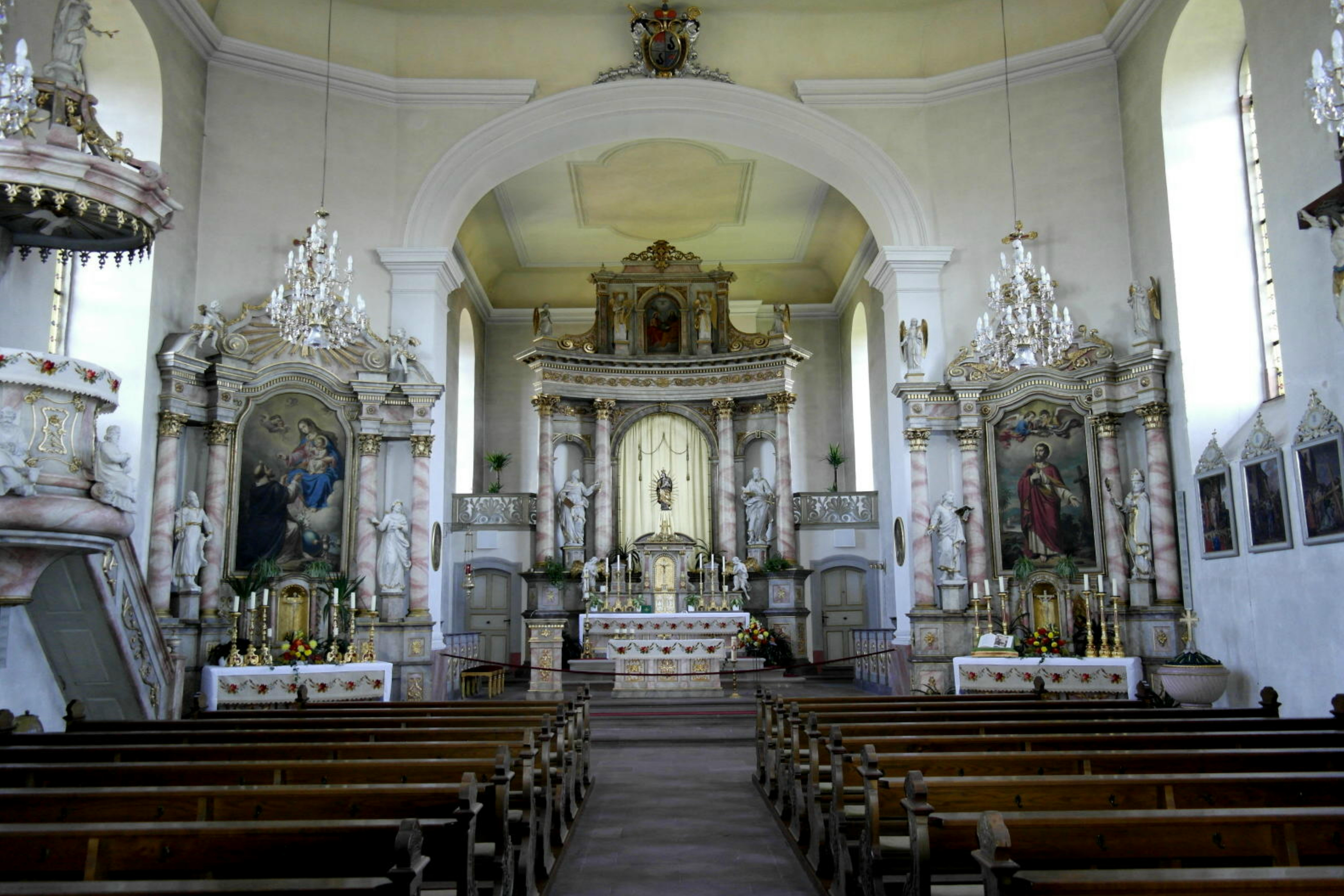
Innenansicht

Die römisch-katholische, denkmalgeschützte Kirche St. Bartholomäus steht in der Gemeinde Hilders im Landkreis Fulda in Hessen. Die Pfarrei gehört zum Pastoralverbund St. Michael Hohe Rhön im Dekanat Rhön der Bistums Fulda.

## Beschreibung
In den Jahren 1463/64 wird erstmals eine Kirche in Hilders genannt. Die heutige Saalkirche wurde von 1793 bis 1796 nach einem Entwurf von Johann Michael Schauer gebaut. 1851 ist sie ausgebrannt und wurde in den nachfolgenden Jahren wiederaufgebaut. Der dreigeschossige Fassadenturm wird von Bogenfenstern flankiert. Im ersten Obergeschoss steht der Gute Hirte in einer Wandnische. Der Turm ist mit einer zwiebelförmigen, mit einer offenen Laterne bekrönten Haube bedeckt, die 1960 nach alten Zeichnungen rekonstruiert wurde. An das Kirchenschiff schließt sich im Osten ein rechteckiger Chor an. 
Zur Kirchenausstattung in spätklassizistischer, doch in barocker Tradition gehören die drei Altäre und die Kanzel mit Figuren der vier Evangelisten am Korb. Auf dem Gemälde am Hauptaltar wird Christus als Erlöser dargestellt. Am linken Seitenaltar übergibt Maria den Rosenkranz an den heiligen Dominikus, am rechten übergibt sie ihn dem Apostel Bartholomäus. Sie wurden 1862 von Peter Geist gemalt. Die Statuen des Apostel Petrus und des Paulus stehen am Hauptaltar und die Statue der Muttergottes steht am linken Seitenaltar, geschaffen im 18. Jahrhundert. Die sechs Prozessionsstangen der Zünfte sind von 1795. An der Freitreppe zur Kirche steht ein Bildstock, der 1726 erneuert wurde. Die Orgel wurde 1864 gebaut.